# Lainzer Tiergarten
Lainzer Tiergarten är en park i Österrike.   Den ligger i förbundslandet Wien, i den östra delen av landet, 12 km väster om huvudstaden Wien. Lainzer Tiergarten ligger 304 meter över havet.
Terrängen runt Lainzer Tiergarten är kuperad åt nordväst, men åt sydost är den platt. Terrängen runt Lainzer Tiergarten sluttar österut. Runt Lainzer Tiergarten är det mycket tätbefolkat, med 3 134 invånare per kvadratkilometer.. Närmaste större samhälle är Wien, 11,8 km öster om Lainzer Tiergarten. 
I omgivningarna runt Lainzer Tiergarten växer i huvudsak blandskog.